# وی‌ای‌اف آی-۱۶
وی‌ای‌اف آی-۱۶ (به انگلیسی: VEF I-16) یک هواپیمای ساختِ کارخانهٔ وی‌ای‌اف در کشور لتونی است. این هواپیما برای نخستین بار در ۱۹۴۰ میلادی مورد استفاده قرار گرفت.